# Gwyneth Paltrow
Gwyneth Kate Paltrow [ˈɡwɪnɨθ ˈpɑːltroʊ], ameriška filmska in televizijska igralka ter pevka, * 27. september 1972, Los Angeles, Kalifornija, ZDA.
Gwyneth Paltrow se je prvič spoznala z igranjem, ko je leta 1990 začela igrati v gledališču, v letu 1991 pa se je začela pojavljati v filmih. Najprej so jo opazili v filmih, kot so Sedem (1995), Emma (1996), v katerem je igrala glavno vlogo, in Sliding Doors (1998). Zaslovela je z vlogo v filmu Zaljubljeni Shakespeare (1998), za katerega si je prislužila oskarja v kategoriji za »najboljšo igralko«, zlati globus v kategoriji za »najboljšo igralko - Film ali komedija« in dve nagradi Screen Actors Guild Award, prvo v kategoriji za »izstopajoči nastop ženske igralke v glavni vlogi - Film«, drugo pa v kategoriji za »izstopajoči nastop igralske zasedbe v filmu«. Od takrat je upodobila glavne vloge v filmih, kot so Nadarjeni gospod Ripley (1999), Ljubezen je slepa (2001) in Proof (2005), za katero si je zaslužila zlati globus v kategoriji za »najboljšo igralko v dramskem filmu«. Leta 2008 je posnela najuspešnejši film v svoji karieri, film o superjunaku, naslovljen kot Iron Man, s svojo vlogo Pepper Potts pa je nadaljevala tudi v nadaljevanju filma, Iron Man 2 (2010). Od leta 2005 dalje je Gwyneth Paltrow tudi obraz dišav Estée Lauder's Pleasures. Poročena je z glavnim pevcem glasbene skupine Coldplay, Chrisom Martinom. Skupaj imata dva otroka.

## Zgodnje življenje
Gwyneth Kate Paltrow se je rodila v Los Angelesu, Kalifornija, Združene države Amerike mami Blythe Danner, igralkaigralki in očetu Bruceu Paltrowu, filmskemu in televizijskemu direktorju, scenaristu ter producentu. Njen oče je aškenaski Jud z ruskimi koreninami, njena mama pa je bila vzgojena kot kvekerka v Penisilvaniji z nizozemskimi predniki. Njen pra-dedek po očetovi strani, katerega ime je bilo »Paltrowicz« je bil rabin iz Nowogróda, Poljska. Gwyneth Paltrow je bila vzgojena v Santa Monici, Kalifornija kjer se je šolala na šoli Crossroads School, preden se je preselila in začela hoditi na šolo The Spence School, privatno dekliško šolo v New Yorkju, New York. Kasneje je v Santa Barbari na univerzi Kalifornije študirala umetnostno zgodovino, preden je študij opustila, da bi se osredotičila na igranje. Ima mlajšega brata, igralca Jakea Paltrowa, in je sestrična igralke Katherine Moennig in kongresnice Gabrielle Giffords (AZ-08). je »posvojena hči« mesta Talavera de la Reina (Španija), v katerem je pri petnajstih preživela leto kot študentka na izmeni in kjer se je naučila španščine. Gwyneth Paltrow je bila v otroštvu prijateljica z Mayo Rudolph, danes prepoznavno po svojem delu za oddajo  Saturday Night Live. Gwyneth Paltrow se je večkrat udeležila tabora Brown Ledge Camp v Colchestru, Vermont, ki je poznan kot priznan tabor za učenje igranja.

## Kariera

### Zgodnja kariera: 1990–1996
Gwyneth Paltrow je prvič kot poklicna igralka zaigrala v gledališču leta 1996. Naslednje leto je zaigrala v svojem prvem filmu, Shout (1991), kjer je poleg nje igral tudi John Travolta; naslednje leto se je pojavila v filmu Kapitan Kljuka (1991), kjer je odigrala vlogo mlajše Wendy. Gwyneth Paltrow je nato imela manjše vloge v filmih Malice (1993) in Flesh and Bone (1993). Nato je dobila manjšo vlogo v filmu Sedem poleg Brada Pitta in Morgana Freemana, za katerega je bila nominirana za nagrado Satellite Award. Film je bil komercialno uspešen in tudi kritiki so ga v glavnem hvalili. Leta 1996 je zaigrala Emmo v filmu Emma, katerega glavno prizorišče je bilo Združeno kraljestvo, za vlogo pa se je Gwyneth Paltrow naučila popolnega angleškega naglasa.

### Leta priznane kariere: 1998–2003
Leta 1998 je Gwyneth Paltrow zaigrala v filmu Zaljubljeni Shakespeare, kjer je upodobila ljubezen Williama Shakespearea, ki ga je zaigral Joseph Fiennes. Film je zalužil več kot 100 milijonov $ samo v Združenih državah Amerike in s tem filmom si je Gwyneth Paltrow prislužila pozornost kritikov. Revija Entertainment Weekly je komentirala: »Najboljše vsega skupaj pa je Gwyneth Paltrow, ki je, končno, dobila priložnost za igranje v filmu, ki si jo zasluži.« Revija New York Times je njeno upodobitev Viole opisala kot: »Gwyneth Paltrow, v svojem prvem enkratnem, izpopolnjenem nastopu, herojinjo upodobi tako, da vsem jemlje dih, ona sama pa se zdi povsem resnična v luči dobrega scenarija.« Film Zaljubljeni Shakespeare, ki je bil nagrajen z mnogimi nagradami, je Gwyneth Paltrow nagrado Screen Actors Guild v kategoriji za »izstopajoči nastop ženske igralke v glavni vlogi - Film« in oskarja v kategoriji za »najboljšo igralko« ter mnoge druge nagrade.
V letu 1999 je Gwyneth Paltrow zaigrala v filmu Nadarjeni gospod Ripley, ki je zaslužil 80 milijonov $ in v glavnem prejel pozitivne ocene s strani filmskih kritikov. Leta 2000 je v filmu Pari pokazala tudi svoje pevske sposobnosti, ki ga je režiral njen oče, Bruce Paltrow, v njem pa je igral tudi njen so-pevec, Huey Lewis. Istega leta je poleg Bena Afflecka zaigrala v romantični drami Bounce, kjer je imela vlogo Abby Janello. Nato je kot Margot Tenenbaum postala članica igralske zasedbe filma Veličastni Tenenbaumi (2001). Istega leta je poleg Jacka Blacka zaigrala v komediji Ljubezen je slepa, kjer je zaigrala obe vlogi, suho in debelo Rosemary, za upodobitev druge pa je morala nositi posebno oblikovano obleko, ki jo je naredila za več kot deset kilogramov težjo, in veliko ličil.

### Trenutni projekti: 2004–danes
Odkar je prejela oskarja za film Zaljubljeni Shakespeare, je uspeh filmov Gwyneth Paltrow upadel. Dejala je, da je čutila neopremljen pritisk glede izbire vlog v filmu, zaradi česar je izbirala slabe filme, nanjo pa so pritiskali tudi njeni vrstniki, ki so verjeli, da je to, da prejmeš oskarja, na nek način, prekletstvo. V reviji The Guardian je dejala, da se je osredotočila na svojo filmsko kariero zaradi ljubezni do filmov in denarja: filmi Veličastni Tenenbaumi, Proof in Sylvia so spadali v prejšnje kategorije, medtem ko sta bila filma Stevardese letijo v nebo in Ljubezen je slepa uspešnejša..
Kot mlada mama, Gwyneth Paltrow med letoma 2004 in 2007 ni posnela veliko filmov. Leta 2005 se je kot mlada protagonistka, matematičarka in hči Catherine pojavila v filmu Proof. Film je temeljil na istoimenski gledališki igri, v kateri je Gwyneth Paltrow tudi igrala glavno vlogo leta 2002, ko so igro izvajali v gledališču Donmar Warehouse v Londonu. Leta 2006 je imela manjši vlogi v filmih Življenje na robu in Zloglasen, za katerega je zapela svojo različico pesmi Colea Porterja, »What Is This Thing Called Love?«.
Leta 2008 se je kot Pepper Potts, Starkova najbližja prijateljica in nekakšna simpatija njegovega prijatelja pojavila v filmu Iron Man. Pepper Potts je postala opaznejši lik v filmu, ko je kot poslovna parnerica vodje podjetja Stark Industries nadomestila Obadiaha Stanea. Film je postal najbolje prodajani film v njeni karieri, saj je zaslužil več kot 585 milijonov $ po vsem svetu. Gwyneth Paltrow, pravi, da je bila navdušena, ker se je pojavila v dobičkonosnem projektu, vendar naj bi jo prekosil Robert Downey, Jr., glavni igralec iz filma, in režiser filma, Jon Favreau. Spominja se kontroverznosti z Robertom Downeyjem, Jr.:
Robert me je poklical in mi rekel: 'To bo pa še zabavno in rezultat bo dober!' In potem mi je rekel: 'Si ne želiš biti v filmu, ki si ga bo ogledalo veliko ljudi?' In jaz sem mu odvrnila: 'Uau! Le kako bi se počutila?' In imel je prav. Trženje filmov ne bi smelo biti izvajanje nadležnega opravila; namen tega bi moralo biti deljenje z drugimi ljudmi.
Leta 2010 je nadaljevala s svojo vlogo iz filma Iron Man, v nadaljevanju filma, Iron Man 2. Istega leta je posnela muzikal s country glasbo, Country Strong, za soundtrack tega filma pa je tudi zapela pesem »Country Strong«. Pesem je izšla na country radijih že v avgustu 2010. Leta 2010 je prvič zaigrala tudi v televizijski seriji, in sicer, ko se je pojavila v Foxovi uspešni glasbeni seriji Glee, kjer je zaigrala učiteljico, ki je nadomestila lik Matthewa Morrisona, Willa, ko je ta zbolel. Za svojo vlogo v tej seriji je skupaj z Leo Michele zapela pesem »Nowadays« iz muzikala Chicago in pesem Cee Lo Green, »Forget You«, zraven pa še pesmi »Singin' In the Rain« in Rihannino skupaj z Matthewom Morrisonom, Markom Sallingom in Chrisom Colferjem v epizodi. Potrjeno je, da se bo kot del igralske zasedbe pojavila v virusnem trilerju Stevena Soderbergha, Contagion.

## Ostali projekti
Gwyneth Paltrow je ustvarjalna ambasadorka projekta Save the Children, ki skuša povečati ozaveščenost o svetovnem dnevu pljučnice. Je tudi članica dobrodelne organizacije Robin Hood Foundation, ki se bori proti revščini v New Yorkju. Februarja 2009 je Gwyneth Paltrow prejela nominacijo za Grammyja za svoje delo za otroke, ko je brala klasične medvedje zgodbe Billa Martina, Jr.
Gwyneth Paltrow se je prvič začela ukvarjati z glasbo leta 2000, ko je za film Pari posnela svojo verzijo pesmi Smokeyja Robinsona, »Cruisin'«. Pesem so kritiki sprejeli pozitivno in izšla je tudi kot singl. Pesem je pristala na prvem mestu glasbene lestvice v Avstraliji, medtem ko je izročitev Gwyneth Paltrow klasike Kim Carnes, »Bette Davis Eyes«, dosegla tretje mesto. Leta 2006 je za film Zloglasni zapela pesem »What Is This Thing Called Love?«. 27. septembra leta 2006 je nastopila poleg raperja Jay-Z-ja na njegovem koncertu Royal Albert Hall. Zapela je del refrena njegove pesmi »Song Cry« iz albuma Blueprint. V intervjuju je dejala, da bi koncert z veseljem obiskala tudi sama, le nastopati si ni želela. Povedala je: »Sem velika oboževalka Jay-Z-ja. Je moj najboljši prijatelj.«
Maja leta 2005 je Gwyneth Paltrow postala obraz parfuma Estée Lauder's Pleasures. 17. avgusta 2008 je v Chicagu podpisovala stekleničke dišav podjetja, 17. julija 2008 pa je s še tremi drugimi modeli iz podjetja parfum Lauder's Sensuous promovirala New Yorku. Podjetje Estée Lauder je doniralo minimalno 500.000 $ od prodaje dišav iz kolekcije »Pleasures Gwyneth Paltrow« za raziskovanje raka na prsih. Leta 2006 je postala obraz korejskega modnega branda, Bean Pole International.
V oktobru 2008 je podpisala pogodbo s PBS-jevo televizijsko serijo Španija … spet na cesti z Mariom Batalijem, ki je v oddaji prikazoval hrano in kulturo Španije. V septembru 2008 je začela objavljati tedenske novice njenega življenjskega sloga, Goop, ki so bralce spodbujale k »negovanju njihovega notranjega vidika«. Naslov spletne strani so incijalke njenega prvega in zadnjega imena. Vsak teden se pismo osredotoči na akcijo in pisma se uvrščajo v naslednje kategorije: narediti (Make), oditi (Go), dobiti (Get), storiti (Do), biti (Be) in videti (See). Iz bloga so se norčevali spletna stran E-Online, revija Vanity Fair, revija The Independent in britanska revija Daily Mirror.

## Zasebno življenje
V svojih zgodnjih dvajsetih je bila Gwyneth Paltrow pol leta zaročena z igralcem Bradom Pittom, s katerim je hodila od decembra 1994 do maja 1997. Zaroko so preklicali, saj, kot pravi ona, še ni bila pripravljena na zakon, kasneje pa je menila, da je zaradi tega prizadela Brada Pitta, saj naj bi bila v njenem življenju v tistem času »takšna zmeda«. Gwyneth Paltrow je od takrat imela resna razmerja tudi z drugimi zvezdniki, kar jo je naučilo, da mora podrobnosti o svojem romantičnem življenju skrivati pred mediji; reviji Biography je dejala: »Povem stvari o razmerju [z Bradom Pittom], ki so se mi zdele napačne že, ko sem jih izrekla.«
Gwyneth Paltrow je imela z eno prekinitvijo vmes triletno razmerje z igralcem Benom Affleckom od leta 1997 do leta 2000. Najprej sta prijateljevala od novembra 1997 do januarja 1999. Kmalu po njunem razhodu ga je Gwyneth Paltrow prepričala da bi skupaj sodelovala pri filmu Bounce; med snemanjem filma sredi leta 1999 je par ponovno pričel hoditi, dokler se nista dokončno razšla oktobra 2000. Gwyneth Paltrow pravi, da je revije o slavnih nehala brati leta 1999. Do prvega razhoda z Benom Affleckom leta 1999 je bila prijateljica z Winono Ryder.
Oktobra leta 2000 je Gwyneth Paltrow spoznala Chrisa Martina, glavnega pevca britanske rock glasbene skupine Coldplay v zaodrju po nastopu njegovega banda. Spoznala sta se samo tri tedne po smrti njenega očeta, Brucea Paltrowa. Poročila sta se 5. decembra 2003 z obredom v hotelu v južni Kaliforniji. 14. maja 2004 je par dobil svojega prvega otroka, hčerko Apple Blythe Alison Martin. Gwyneth Paltrow je nenavadno prvo ime svoje hčere v oddaji Oprah razložila: »Zvenelo je tako sladko in v mislih mi je pričaralo tako ljubko podobo - saj veste, jabolka so tako sladka in zdrava in vse skupaj je kar svetopisemsko - in menila sem, da zveni tako ljubko in … čisto! Rekla sem si: 'Popolno!'« Otrokova botra sta Simon Pegg in član glasbene skupine Chrisa Martina, Jonny Buckland.
Njun drugi otrok, fantek, imenovan Moses Bruce Anthony Martin, se je rodil 8. aprila 2006 v porodnišnici v New Yorkju, Mount Sinai Hospital. Prvo ime svojega sina je pojasnila s pesmijo, naslovljeno kot »Moses«, ki jo je njen mož napisal zanjo pred njuno poroko. Gwyneth Paltrow je, ko je postala mama, zmanjšala količino svojega dela. Po smrti svojega očeta in rojstvu drugega otroka je tudi bolehala za depresijo.
Gwyneth Paltrow svoj prosti čas preživlja v New Yorku ali Belsize Parku v Londonu, in sicer v hiši, ki jo je kupila od Kate Winslet. Vsak dan se ukvarja z jogo in redno telovadi s svojo zasebno trenerko, Tracy Anderson ter je do rojstva svojih otrok sledila makrobiotični dieti. Reviji People je leta 2005 povedala, da »nisem več tako stroga, kot sem bila včasih. Zdaj vsake toliko pojem nekaj sira ali bele moke, še vedno pa verjamem v neoluščeno zrnje in ne jem sladkorja.« Gwyneth Paltrow je prijateljica glasbenice Madonne in modnega oblikovalca Valentino.
Decembra 2006 je Gwyneth Paltrow na internetu sporočila za Notícias Sábado, dodatku k portugalski reviji Diário de Notícias ob koncu tedna, da meni, da so Britanci bolj cilivizirani in inteligentnejši od Američanov. Gwyneth Paltrow je te besede zanikala, reviji People pa je povedala, da sploh nikoli ni opravila intervjuja s portugalsko revijo, namesto tega pa je na tiskovni konferenci v Španiji v španščini poskušala reči, da ima Evropa »starejšo kulturo« in da Američani »živijo za svoje delo«. Revija Diário de Notícias je napisala, da članek, ki so ga objavlili 2. decembra 2006, temelji na citatih Gwyneth Paltrow v angleščini, ki jih je podala preko interneta, čeprav je igralka sama dejala, da so si njene besede narobe razlagali in leta 2007 je povedala: »Obožujem Ameriko in sem Američanka čez in čez.«

## Filmografija

### Filmi
| Leto | Naslov                              | Vloga                                           | Opombe |
| ---- | ----------------------------------- | ----------------------------------------------- | --- |
| 1991 | Shout                               | Rebecca                                         | |
| 1991 | Kapitan kljuka                      | Mlajša Wendy Darling                            | |
| 1993 | Deadly Relations                    | Carol Ann Fagot                                 | |
| 1993 | Malice                              | Paula Bell                                      | |
| 1993 | Flesh and Bone                      | Ginny                                           | |
| 1994 | Mrs. Parker and the Vicious Circle  | Paula Hunt                                      | |
| 1995 | Higher Learning                     | Študentka                                       | Nedokončano |
| 1995 | Jefferson v Parizu                  | Patsy Jefferson                                 | |
| 1995 | Sedem                               | Tracy Mills                                     | Nominirana — Saturn Award za najboljšo stransko igralko |
| 1995 | Mesečina in Valentino               | Lucy Trager                                     | |
| 1996 | Hard Eight                          | Clementine                                      | |
| 1996 | The Pallbearer                      | Julie DeMarco                                   | |
| 1996 | Emma                                | Emma Woodhouse                                  | Satellite Award za najboljšo igralko - Glasbeni film ali komedija |
| 1998 | Iz preteklosti                      | Sarah Orne Jewett                               | voice |
| 1998 | Sliding Doors                       | Helen Quilley                                   | Florida Film Critics Circle Award za najboljšo igralko (tudi za Zaljubljeni Shakespeare) Russian Guild of Film Critics Award za najboljšo tujo igralko San Diego Film Critics Society Award za najboljšo igralko (tudi za Zaljubljeni Shakespeare) |
| 1998 | Velika pričakovanja                 | Estella                                         | |
| 1998 | Plemenita kri                       | Helen Baring                                    | |
| 1998 | Popolni umor                        | Emily Bradford Taylor                           | Blockbuster Entertainment Award za najljubšo igralko |
| 1998 | Zaljubljeni Shakespeare             | Viola De Lesseps                                | Academy Award za najboljšo igralko Empire Award za najboljšo igralko Florida Film Critics Circle Award za najboljšo igralko (tudi za Sliding Doors) Zlati globus za najboljšo igralko - Glasbeni film ali komedija Kansas City Film Critics Circle Award za najboljšo igralko Las Vegas Film Critics Society Award za najboljšo igralko MTV Movie Award za najboljši poljub (skupaj z Josephom Fiennesom) San Diego Film Critics Society Award za najboljšo igralko (tudi za Sliding Doors) Screen Actors Guild Award za izstopajoči nastop ženske igralke v glavni vlogi - Film Screen Actors Guild Award za izstopajoči nastop igralske zasedbe v filmu Nominirana — BAFTA Award za najboljšo igralko v glavni vlogi Nominirana — Blockbuster Entertainment Award za najljubšo igralko Nominirana — Chicago Film Critics Association Award za najboljšo igralko Nominirana — MTV Movie Award za najboljši ženski nastop Nominirana — Online Film Critics Society Award za najboljšo igralko Nominirana — Satellite Award za najboljšo igralko - Glasbeni muzikal ali komedija Nominirana — Teen Choice Award za izbiro igralke Nominirana — Teen Choice Award za najprivlačnejšo ljubezensko sceno (skupaj z Josephom Fiennesom) |
| 1999 | Nadarjeni gospod Ripley             | Marge Sherwood                                  | Nominirana — Blockbuster Entertainment Award za najljubšo igralko |
| 2000 | The Intern                          | Ona                                             | Nedokončano |
| 2000 | Pari                                | Liv                                             | |
| 2000 | Bounce                              | Abby Janello                                    | Blockbuster Entertainment Award za najljubšo igralko Nominirana — MTV Movie Award za najboljši poljub (skupaj z Benom Affleckom) |
| 2001 | The Anniversary Party               | Skye Davidson                                   | |
| 2001 | Veličastni Tenenbaumi               | Margot Tenenbaum                                | Nominirana — Phoenix Film Critics Society Award za najboljšo igralsko zasedbo Nominirana — Satellite Award za najboljšo igralko - Glasbeni film ali komedija |
| 2001 | Ljubezen je slepa                   | Rosemary Shanahan                               | Nominirana — Teen Choice Award za izbiro igralke |
| 2002 | Searching for Debra Winger          | Ona                                             | Dokumentarni film |
| 2002 | Austin Powers v Zlatotiču           | Gwyneth Paltrow kot Dixie Normous v Austinpussy | |
| 2002 | Possession                          | Maud Bailey                                     | |
| 2003 | Stevardese letijo v nebo            | Donna Jensen                                    | |
| 2003 | Sylvia                              | Sylvia Plath                                    | |
| 2004 | Nebeški kapitan in svet prihodnosti | Polly Perkins                                   | Nominirana — MTV Movie Award za najboljši poljub (skupaj z Judeom Lawom) |
| 2005 | Proof                               | Catherine                                       | Nominirana — Zlati globus za najboljšo igralko - Dramski film |
| 2006 | Zloglasni                           | Kitty Dean                                      | |
| 2006 | Ljubezen in ostale neprilike        | Hollywood Jacks                                 | |
| 2006 | Življenje na robu                   | Hope Finch                                      | |
| 2007 | Sanje                               | Dora                                            | |
| 2008 | Iron Man                            | Virginia »Pepper« Potts                         | Nominirana — Saturn Award za najboljšo igralko Nominirana — Teen Choice Award za izbiro igralke |
| 2008 | Ljubimki                            | Michelle                                        | Nominirana — Independent Spirit Award za najboljšo žensko igralko v glavni vlogi |
| 2010 | Iron Man 2                          | Virginia »Pepper« Potts                         | Nominirana — Teen Choice Award za izbiro igralke v znanstveni fantastiki Nominirana — Scream Award za najboljšo igralko v znanstveni fantastiki |
| 2010 | Country Strong                      | Kelly Canter                                    | |
| 2011 | Contagion                           | Beth Emhoff                                     | Pre-produkcija |

### Televizija
| Leto       | Naslov                  | Vloga           | Opombe |
| ---------- | ----------------------- | --------------- | --- |
| 2008       | Španija … spet na cesti | Ona             | |
| 2010       | The Marriage Ref        | Ona             | |
| 2010–danes | Glee                    | Holly Holliday  | Producenti serije Glee so se odločili, da bodo Gwyneth Paltrow prepustili stransko vlogo v seriji potem, ko je podala izstopajoč nastop v epizodi »The Substitute«, as a guest star ki je bila velika uspešnica. |
| 2010       | How To Be Indie         | Shakara Filanga | |

## Diskografija

### Singli
| Leto                                                                            | Singl                                                               | Dosežki na lestvicah | Dosežki na lestvicah | Dosežki na lestvicah | Dosežki na lestvicah | Dosežki na lestvicah | Dosežki na lestvicah | Dosežki na lestvicah | Certifikacije                    | Album                       |
| Leto                                                                            | Singl                                                               | ZDA                  | ZDA-AC               | ZDA Country          | Avstralija           | Kanada               | Irska                | Nova Zelandija       | Certifikacije                    | Album                       |
| ------------------------------------------------------------------------------- | ------------------------------------------------------------------- | -------------------- | -------------------- | -------------------- | -------------------- | -------------------- | -------------------- | -------------------- | -------------------------------- | --------------------------- |
| 2000                                                                            | »Cruisin'« (skupaj z Hueyjem Lewisom)                               | —                    | 1                    | —                    | 1                    | —                    | —                    | 1                    | * Avstralija: 2&krat; Platinasta | Pari (soundtrack)           |
| 2000                                                                            | »Bette Davis Eyes«                                                  | —                    | —                    | —                    | 3                    | —                    | —                    | —                    | * AUS: Platinum                  | Pari (soundtrack)           |
| 2010                                                                            | »Country Strong«                                                    | 122                  | —                    | 35                   | —                    | —                    | —                    | —                    |                                  | Country Strong (soundtrack) |
| 2010                                                                            | »Forget You« (skupaj z igralsko zasedbo serije Glee)                | 11                   | —                    | —                    | 24                   | 12                   | 33                   | —                    |                                  | Glee: The Music, Volume 4   |
| 2010                                                                            | »Nowadays / Hot Honey Rag« (z igralsko zasedbo serije Glee)         | —                    | —                    | —                    | —                    | —                    | —                    | —                    |                                  | Singli brez albuma          |
| 2010                                                                            | »Singing in the Rain« / »Umbrella« (z igralsko zasedbo serije Glee) | 18                   | —                    | —                    | 23                   | 20                   | 27                   | —                    |                                  | Singli brez albuma          |
| »—« pomeni, da se na lestvico pesem ni uvrstila ali ni izšla na tistem območju. |                                                                     |                      |                      |                      |                      |                      |                      |                      |                                  |                             |

### Videospoti
| Leto | Pesem            | Režiser(ji)                      |
| ---- | ---------------- | -------------------------------- |
| 2010 | »Country Strong« | Kristin Barlowe, Christoper Sims |